# Ferrari 166 Inter Sport
La 166 Inter Sport è una autovettura da competizione prodotta dalla Ferrari nel 1948.

## Il contesto
La sigla numerica nel nome modello derivava dalla denominazione del motore installato, il “Tipo 166”, che aveva tale appellativo perché 166 cm³ era la sua cilindrata unitaria, cioè quella relativa ad un solo cilindro. Questo propulsore fu utilizzato anche su altri modelli Ferrari, sia monoposto che sport prototipo a due posti. Suddette vetture condividevano la sigla “166” nel nome, e più precisamente furono la 166 F2, la 166 FL, la 166 Inter, la 166 Inter Corsa, la 166 SC, la 166 MM e la 166 S. La “166 Inter Sport” rappresentava la via di mezzo tra le due tipologie di vetture da competizione, monoposto e sport a due posti, poiché possedeva caratteristiche comuni ad entrambe e perché era possibile montare i parafanghi ed i fanali a seconda del tipo di gara a cui prendeva parte. I termini “Inter Sport” nel nome del modello richiamavano invece le gare internazionali sport prototipo a cui la vettura poteva partecipare.

## Caratteristiche tecniche
Il motore era un V12 a 60° anteriore e longitudinale. L'alesaggio e la corsa erano rispettivamente 60 mm e 58,8 mm, che portavano la cilindrata totale a 1995,02 cm³. Il rapporto di compressione era 11:1. La potenza massima erogata dal propulsore era di 130 CV a 6500 giri al minuto.
La distribuzione era formata da un singolo albero a camme in testa che comandava due valvole per cilindro. L'alimentazione era assicurata da tre carburatori di marca Weber e modello 32 DCF. L'accensione era singola, ed il relativo impianto comprendeva due magneti. La lubrificazione era a carter umido, mentre la frizione era monodisco.
Le sospensioni anteriori erano indipendenti ed erano costituite da dei quadrilateri trasversali oltre che da una balestra montata nella stessa maniera; le sospensioni posteriori erano formate invece da un ponte rigido, balestre semiellittiche longitudinali e da una barra stabilizzatrice. Entrambe avevano installato ammortizzatori idraulici. I freni erano a tamburo, mentre la trasmissione era formata da un cambio a cinque rapporti più la retromarcia. Lo sterzo era a vite senza fine e settore dentato.
Il telaio era tubolare in acciaio, mentre la carrozzeria era spider a due posti.
La velocità massima raggiunta dalla “166 Inter Sport” era di 215 km/h.